# Tyrolsko
Tyrolsko či Tyroly (německy Tirol) je spolková země na západě Rakouska. Metropolí a současně největším městem Tyrolska je Innsbruck, sídlo Tyrolského zemského sněmu a dalších zemských institucí. Jedná se o severní část původně většího Tyrolska, jehož zbytek (Jižní Tyrolsko) náleží od 10. září 1919 Itálii.
Prakticky celé rozlehlé území zabírají Alpy. Země se dělí na dvě části: větší Severní Tyrolsko (německy Nordtirol) v západním výběžku Rakouska a menší Východní Tyrolsko (Osttirol). Tyto části jsou navzájem odděleny Salcburskem a Jižním Tyrolskem (viz mapa). Na hranicích Východního Tyrolska s Korutany ve Vysokých Taurách se nachází nejvyšší vrchol Rakouska Grossglockner 3798 m n. m. Osídlení se v Tyrolsku soustředí především do řady údolí, v nichž je provozováno i zemědělství a chov dobytka. Pro Tyrolsko je významný i turistický ruch. Široké a hluboké údolí Innu tvoří přirozenou hranici mezi vápencovými Alpami na severu a rulovými středními Alpami. V tomto údolí také žije většina obyvatel Tyrolska, což si vyžádalo i zvýšený rozvoj dopravy. Proto zde byla zavedena před více než sto lety železniční trať a v současnosti dálnice A12 (E60). Řeka Inn protéká i Innsbruckem.

## Dějiny

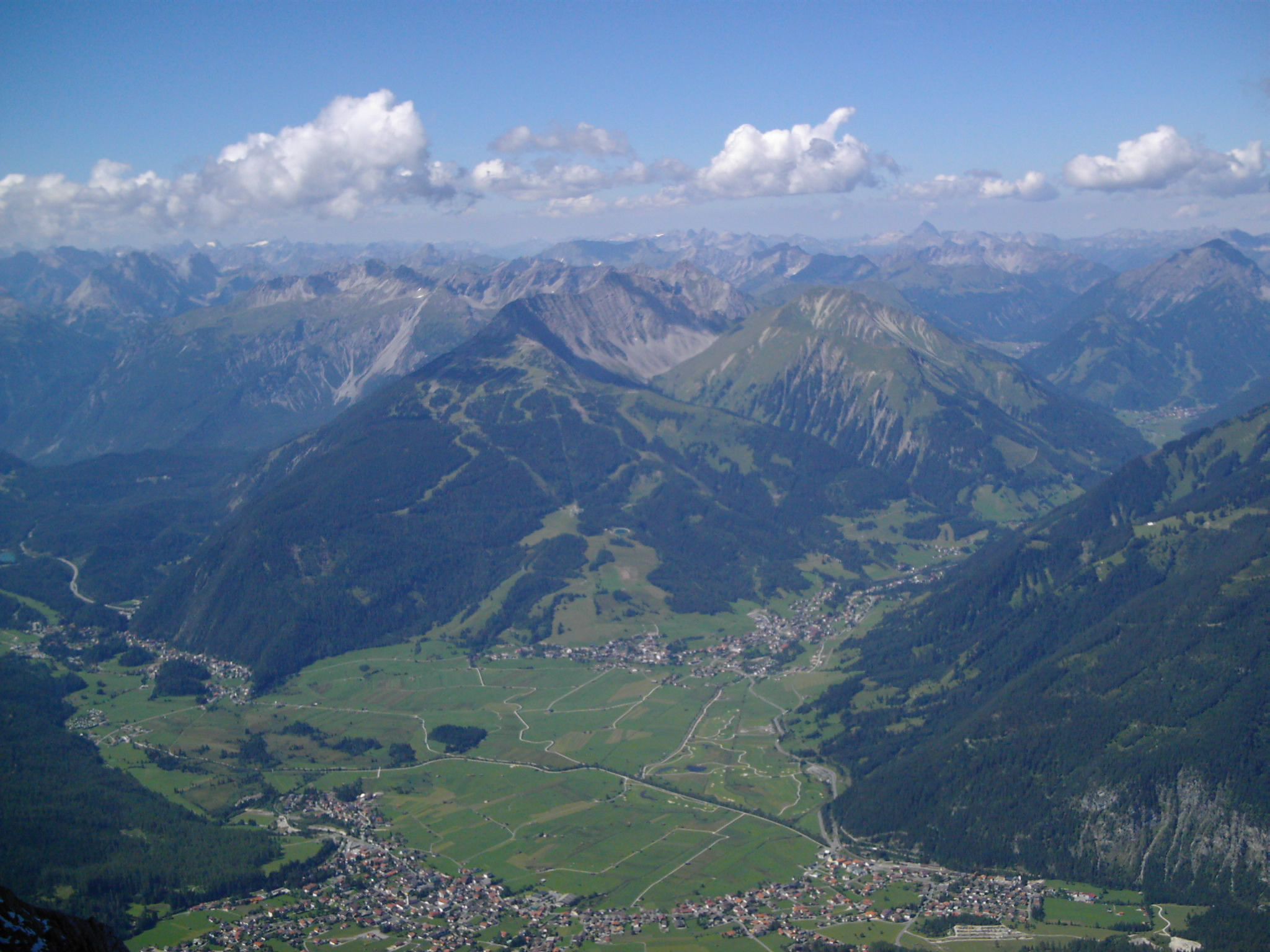
Pohled na tyrolská údolí z vrcholu Zugspitze.

Nejstaršími známými obyvateli dnešního Tyrolska byli Ilyrové a Keltové. Na konci 1. století př. n. l. dobyli území Římané a začlenili jej do provincií Raetia, Noricum a Venetia. V 6. – 7. století pronikli až do údolí Adige k dnešnímu Salornu Bavoři. Původní rétorománské obyvatelstvo (Ladinové) našlo tehdy útočiště v Dolomitech. V 11. století získali do správy od římskoněmeckých císařů rozsáhlá území kolem obchodní cesty přes Brennerský průsmyk tridentský a brixenský biskup. Ve 12. století začal zemi pod svou vládu sjednocovat šlechtický rod Vintschgauerů, který si od roku 1230 říkal hrabata z Tirol (podle rodového hradu Tirol u Merana). Ten si ve 13. století vymohl na tridentských a brixenských biskupech rozsáhlá léna s fojtskými a hraběcími právy. Roku 1363 zdědili Tyrolsko Habsburkové. Tyrolsko se těšilo větším výsadám než ostatní habsburské země (např. císař Maxmilián udělil obyvatelům Tyrolska právo nosit zbraň a použít ji na ochranu své země). Roku 1782 připojil k Tyrolsku císař Josef II. území Vorarlberska.
Do roku 1801 bylo území Tyrolska tvořeno většinou územím dnešní spolkové země Tyrolsko, dále Vorarlberskem a téměř celým tzv. Jižním Tyrolskem a některými částmi moderní italské autonomní provincie Trento. 9. března 1801 bylo k Tyrolsku připojeno do té doby nezávislé biskupství Brixen a 4. února 1803 i území Tridentska. V napoleonských dobách (1805–1814) patřilo k Bavorskému království, v jehož rámci bylo rozděleno mezi nově vzniklé kraje Innský, Eisacký a Adižský; Tridentsko však bylo po místním povstání připojeno 28. února 1810 k Italskému království. V roce 1809 vypuklo proti bavorské nadvládě a drancování země lidové povstání v jehož čele stál Andreas Hofer (v roce 1810 byl v italské Mantově popraven). Od vídeňského kongresu 1815 bylo Tyrolsko opět spojeno s Tridentskem v jeden celek a znovu začleněno do Rakouska, přičemž k němu byly připojeny některé okrajové části bývalého Salcburského arcibiskupství (Brixenské údolí, obec Matrei, údolí Zillertal). 26. února 1861 bylo od Tyrolska odděleno Vorarlbersko, jež se stalo samostatnou rakouskou korunní zemí.
Po první světové válce bylo Tridentsko 3. listopadu 1918 anektováno Itálií, která pak 10. září 1919 získala i převážně německojazyčné Jižní Tyrolsko. Zbytek Tyrolska se stal spolkovou zemí nově vzniklé Republiky Rakousko. 24. dubna 1921 pak obyvatelé Tyrolska v referendu hlasovali pro připojení k Německu, což však nebylo realizováno.
12. března 1938 provedlo nacistické Německo anšlus Rakouska a Tyrolsko se v rámci Země Rakouska stalo součástí Velkoněmecké říše jako Zemské hejtmanství Tyrolsko. Pak začali nacisté provádět územní změny. Od 27. července 1938 bylo Východní Tyrolsko spravováno Zemským hejtmanstvím Korutany s nímž pak bylo 15. října 1938 také spojeno a odděleno od Tyrolska. 15. října 1938 byla od Tyrolska oddělena také obec Jungholz, kterou nacisté připojili k Bavorsku. 1. května 1939 pak byl zbytek Tyrolska spojen s téměř celým Vorarlberskem v říšskou župu Tyrolsko-Vorarlbersko.
3. května 1945 vstoupily do Innsbrucku americké vojenské jednotky a Tyrolsko v hranicích z let 1919–1938 bylo opět celé součástí obnoveného Rakouska. V jeho rámci se Severní Tyrolsko stalo součástí francouzské okupační zóny, zatímco Východní Tyrolsko součástí britské okupační zóny. Roku 1947 pak bylo Východní Tyrolsko navráceno Tyrolsku.

## Povrch

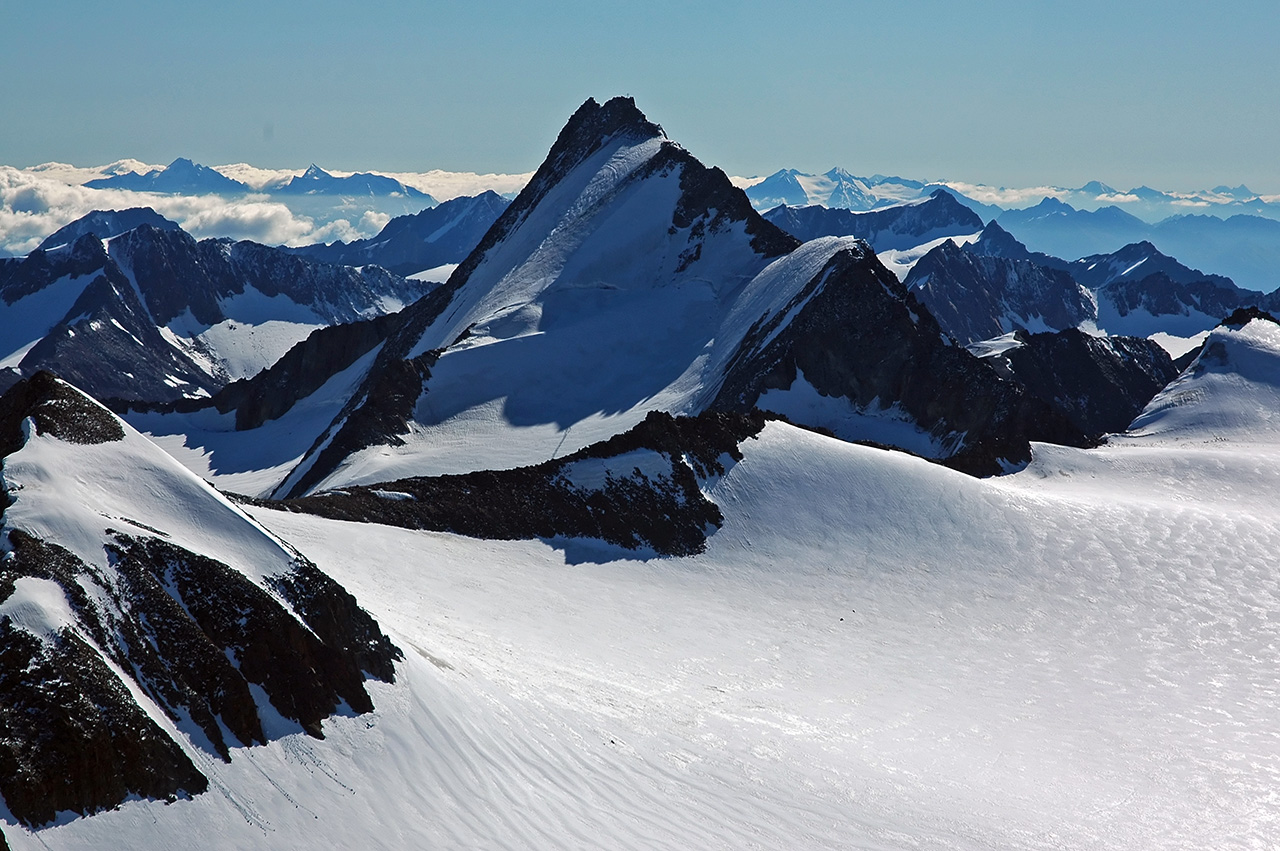

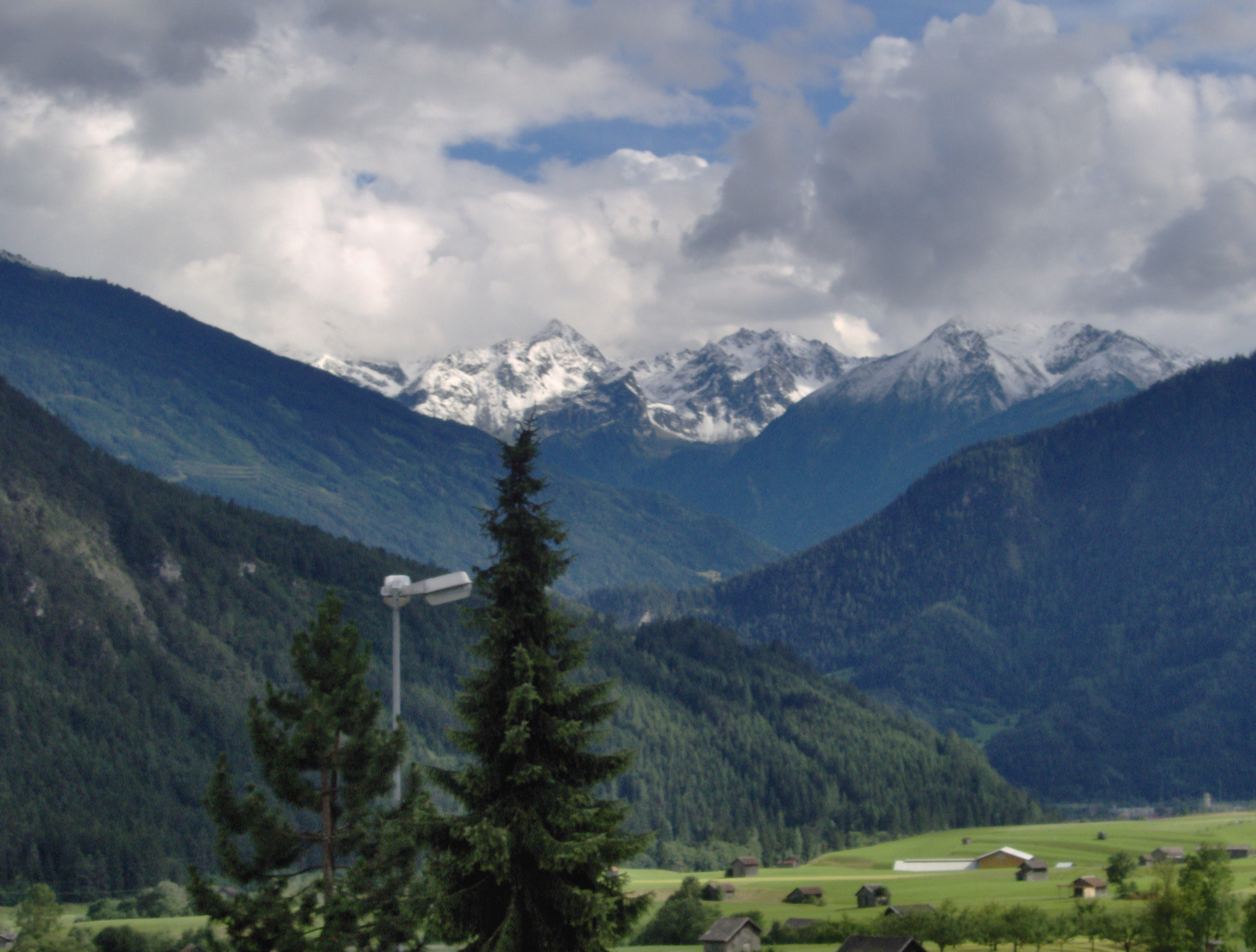

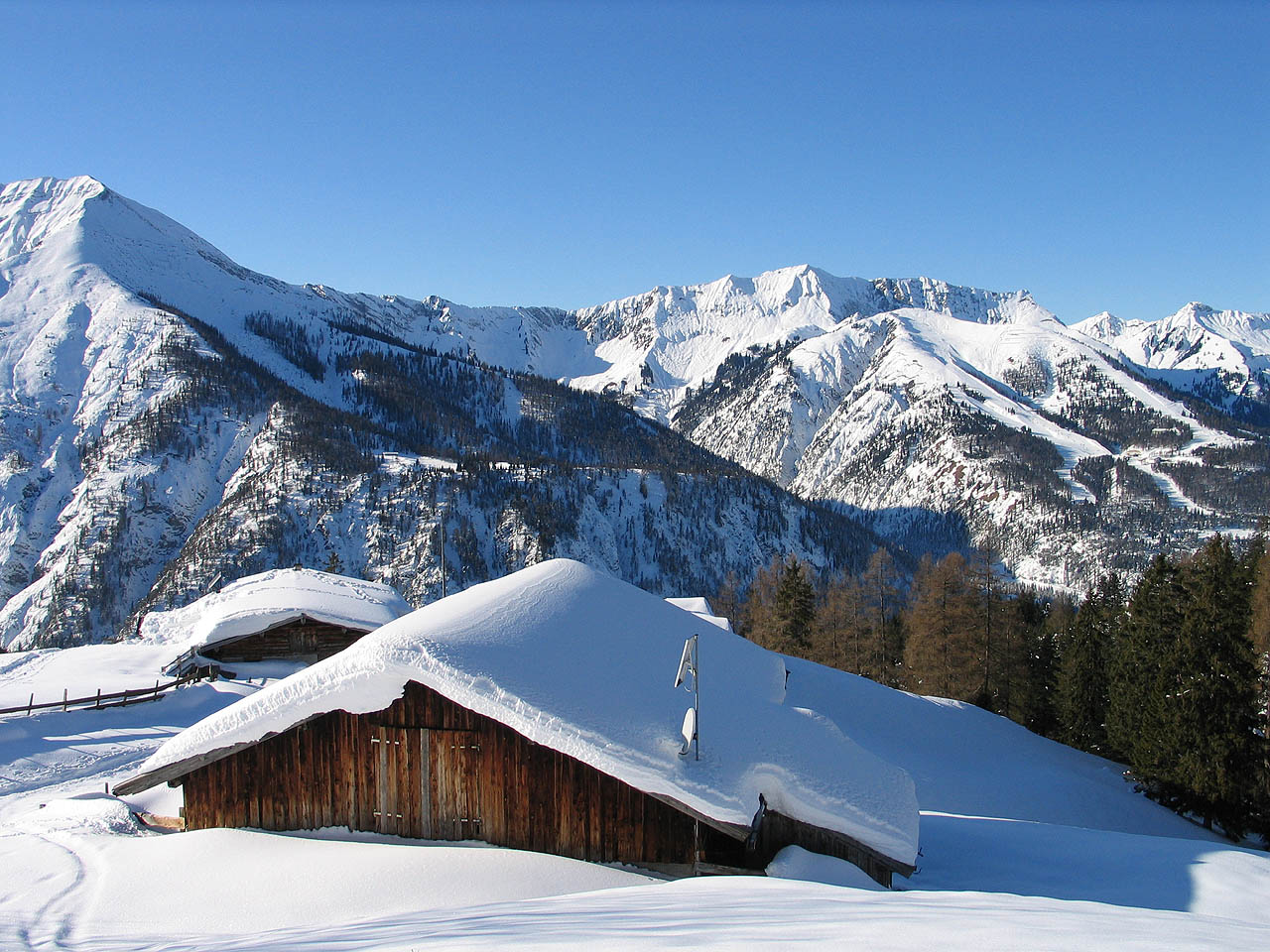

Tyrolsko je s 12 647,71 km2 třetí nejrozlehlejší zemí Rakouska. Navíc je to také spolková země s nejdelšími hranicemi, které jsou dlouhé 719 km. Svoje hranice sdílí Tyrolsko s Německem, Itálií a z malé části také se Švýcarskem.
Celý povrch Tyrolska zabírají Východní Alpy. Ty se zde člení do následujících horských skupin:
- Allgäuské Alpy
- Ammergauské Alpy
- Gailtalské Alpy
- Chiemgauské Alpy
- Kaisergebirge
- Karnské Alpy
- Karwendel
- Kitzbühelské Alpy
- Lechtalské Alpy
- Ötztalské Alpy
- Rofan
- Samnaunské Alpy
- Silvretta
- Steinberge
- Stubaiské Alpy
- Tuxské Alpy
- Villgratenské hory
- Verwall
- Vysoké Taury
- Wetterstein
- Mieminger Kette
- Zillertalské Alpy

## Největší města
- Innsbruck 132 236 obyvatel
- Kufstein 18 973 obyvatel
- Telfs 15 582 obyvatel
- Hall in Tirol 13 801 obyvatel
- Schwaz 13 606 obyvatel
- Wörgl 13 537 obyvatel
- Lienz 11 945 obyvatel
- Imst 10 371 obyvatel
- St. Johann in Tirol 9 425 obyvatel

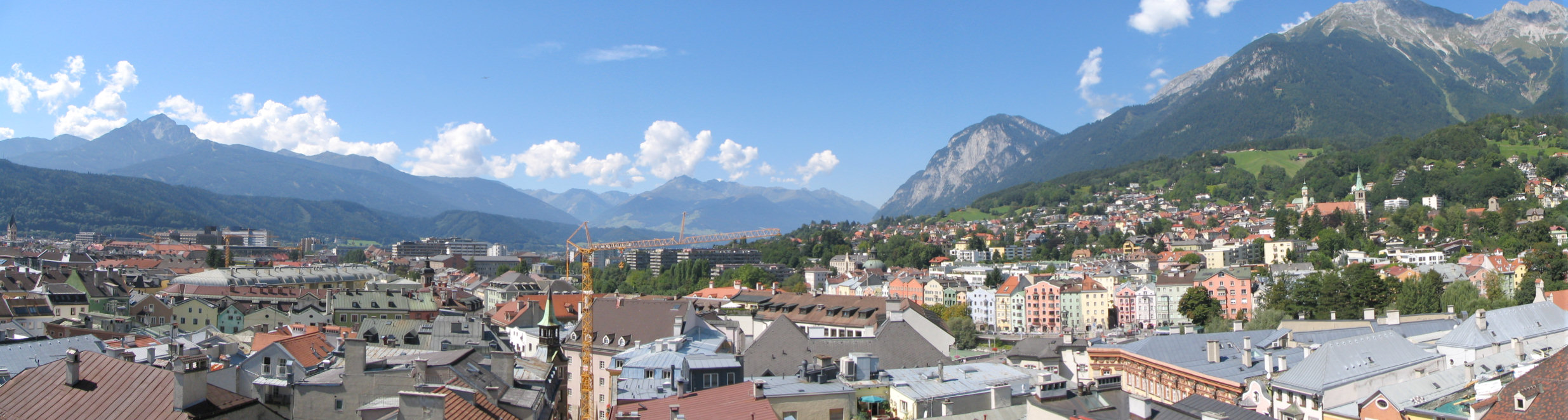
Panorama Innsbrucku.

- Rum 9 063 obyvatel
- Kitzbühel 8 341 obyvatel
- Zirl 8 134 obyvatel
- Wattens 7 870 obyvatel
- Landeck 7 764 obyvatel
- Jenbach 7 088 obyvatel

(počet obyvatel k 01.01.2017)

## Hospodářství
V hospodářství Tyrolska je důležitý průmysl textilní, dřevozpracující, sklářský, chemický, strojírenství a potravinářský. Na příjmech se významně podílí také cestovní ruch (ročně v průměru 40 mil. přenocování návštěvníků). Zemědělství je omezeno vcelku jen na údolí Innu. Ve vedlejších údolích převládá chov dobytka. Reliéf umožnil výstavbu velkých hydroelektráren (např. Prutz-Imst, Silz-Sellrain, Zillertal). Ve středověku kvetoucí hornictví (rudy stříbra, olova, sůl, měď) zcela zaniklo.

## Turismus
Turismus je velmi důležitou součástí ekonomiky Tyrolska. Představuje zhruba 18 % regionálního hrubého domácího produktu Tyrolska a zaměstnává přes 71 000 lidí. V sezoně 2012/13 navštívilo Tyrolsko 10 203 166 turistů, z nichž pouze 51 % byli Němci a 49 % zahraniční turisté přicházející především z Holandska (10,4 %), Rakouska (8,6 %), Velké Británie (3,7 %) a Belgie (3,4 %). Turistů z ČR bývá ročně mírně pod 2 %; ve zmíněné sezoně 2012/13 to bylo cca 440 000 lidí (1,7 % návštěvníků).
Zimní turistická sezona je pro zemi důležitější než letní. Zhruba 58 % ubytování v hotelech a penzionech proběhne v zimní sezoně, 42 % v letní.